# Сезон жіночої збірної України з волейболу 2015
У 2014 році збірна України зайняла друге місце на другому етапі кваліфікаційного турніру на чемпіонат Європи. У травні 2015 року поступилися команді Білорусі в стикових матчах за путівку на фінальну частину першості. Обидва матчі пройшли в білоруському Бресті.
Матчі
| Дата      | Час   |          | Рахунок |          | Сет 1 | Сет 2 | Сет 3 | Сет 4 | Сет 5 | Всього  | Звіт  |
| --------- | ----- | -------- | ------- | -------- | ----- | ----- | ----- | ----- | ----- | ------- | ----- |
| 23 травня | 19:00 | Україна  | 0–3     | Білорусь | 19–25 | 20–25 | 16–25 |       |       | 55–75   | [ 1 ] |
| 24 травня | 18:00 | Білорусь | 2–3     | Україна  | 26–28 | 21–25 | 25–20 | 25–11 | 14–16 | 111–100 | [ 2 ] |

Склад
| N° | Волейболістка         | Позиція               | Ігри | Сети | Очки | Ср.  | Примітки |
| -- | --------------------- | --------------------- | ---- | ---- | ---- | ---- | -------- |
| 1  | Катерина Кальченко    | центральний блокуючий | 0    | 0    | 0    | 0    |          |
| 2  | Олена Расточило       | діагональний          | 0    | 0    | 0    | 0    |          |
| 3  | Ірина Трушкіна        | центральний блокуючий | 2    | 8    | 20   | 2,5  |          |
| 4  | Алла Політанська      | пасуючий              | 2    | 2    | 1    | 0,5  |          |
| 5  | Катерина Дудник       | догравальний          | 2    | 6    | 4    | 0,67 |          |
| 7  | Світлана Дорсман      | центральний блокуючий | 2    | 8    | 13   | 1,62 |          |
| 8  | Анастасія Крайдуба    | діагональний          | 2    | 8    | 37   | 4,62 |          |
| 10 | Ганна Кириченко       | догравальний          | 2    | 8    | 23   | 2,88 |          |
| 11 | Аліна Степанчук       | ліберо                | 2    | 6    | 0    | 0    |          |
| 12 | Вікторія Дельрос      | ліберо                | 2    | 8    | 0    | 0    |          |
| 16 | Надія Кодола          | догравальний          | 2    | 7    | 18   | 2,57 |          |
| 17 | Олександра Перетятько | пасуючий              | 2    | 7    | 3    | 0,43 |          |